# Dreifaltigkeitskirche (Warschau)

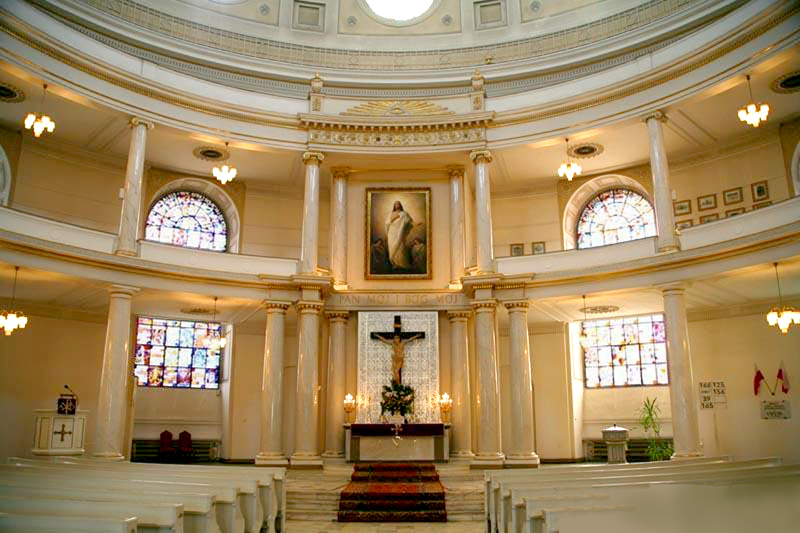
Innenraum

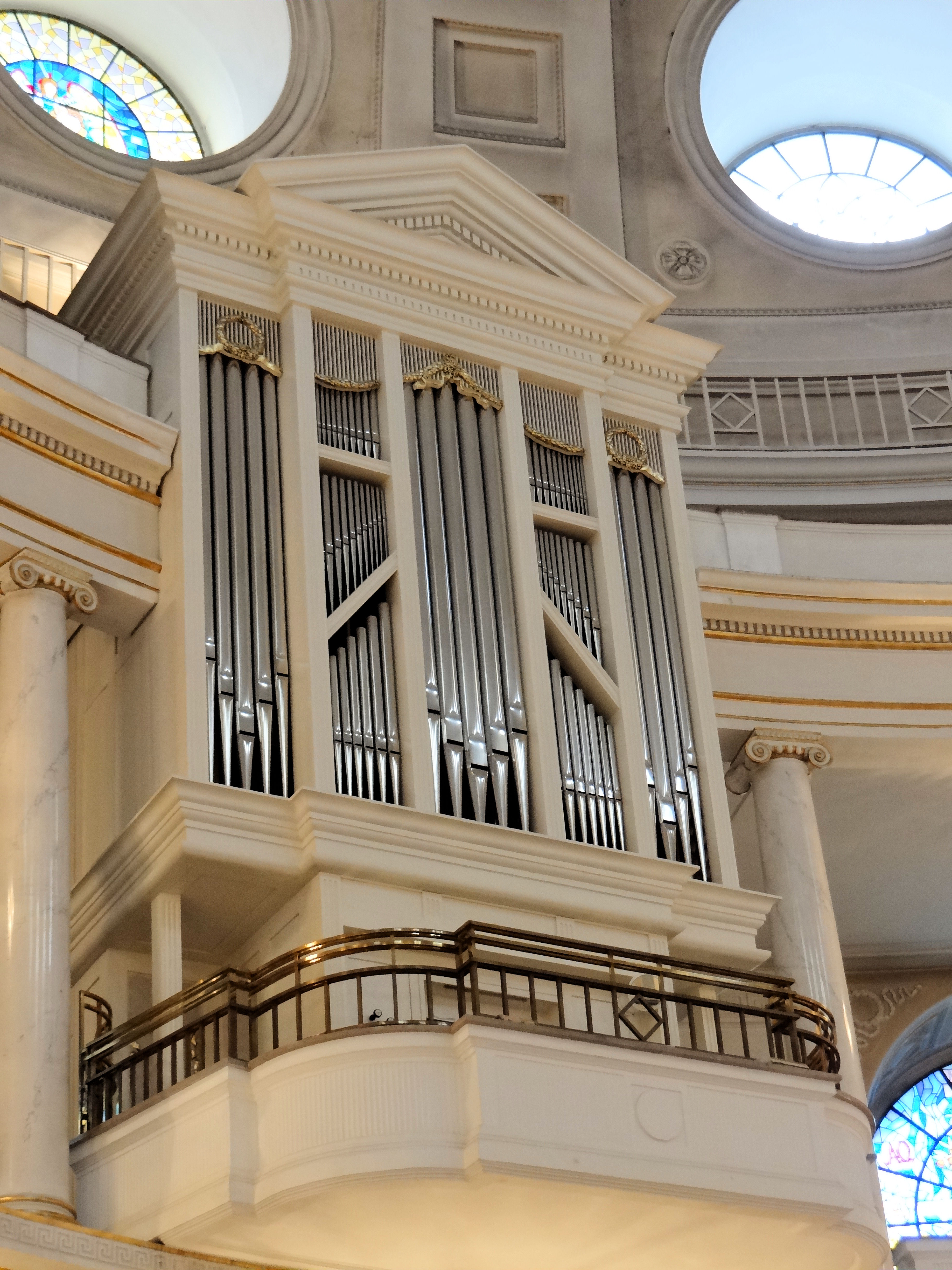
Blick auf die Orgel

Die Dreifaltigkeitskirche (auch Trinitatiskirche, polnisch Kościół Świętej Trójcy w Warszawie) ist die Hauptkirche der Evangelisch-Augsburgischen Kirche in Warschau. Sie ist die älteste evangelische Kirche der Stadt.

## Geschichte
Der lutherischen Gemeinde war es seit dem Traktat von Warschau von 1768 erstmals möglich, eine eigene Kirche zu bauen. Der Bankier Peter Tepper, ein Mitglied der Gemeinde, kaufte 1774/75 ein Grundstück, auf dem diese errichtet werden sollte. Das Gebäude wurde vom Architekten Simon Gottlieb Zug im Stil des Klassizismus entworfen. König Stanislaus II. August Poniatowski hatte sich unter Entwürfen mehrerer Architekten für Zugs Entwurf entschieden. Finanziert wurde der Bau durch Spenden der Kirchenmitglieder und lutherischer Gemeinden aus dem Ausland. Die Form der Kirche wurde dem römischen Pantheon nachempfunden. Die Gesamthöhe des Gebäudes beträgt 58 m, der Durchmesser 33,4 m. 
Die Bauarbeiten begannen am 24. April 1777. Am 30. Dezember 1781 leitete Pastor Gottlieb Ringeltaube die feierliche Einweihung der Dreifaltigkeitskirche.
Zu den Künstlern, die in der Kirche Konzerte gaben, gehörten Frédéric Chopin, der auch im Kirchenchor sang, sein Lehrer Karl August Freyer sowie Stanisław Moniuszko. 
Während der Schlacht um Warschau wurde die Kirche am 16. September 1939 von einer Fliegerbombe getroffen und brannte aus. Von 1949 bis 1957 wurde die Kirche in ursprünglicher Form nach einem Plan des Architekten Theodor Bursche wiederaufgebaut. Am 18. November 1956 fand der erste Gottesdienst statt.
Das wiederaufgebaute Gebäude wurde 1965 in das Verzeichnis der Warschauer Baudenkmäler eingetragen.

## Orgel
Die Orgel der Dreifaltigkeitskirche wurde 1997/98 durch das Unternehmen Hillebrand in Altwarmbüchen bei Hannover erbaut und im März 1998 geweiht. Das Schleifladen-Instrument hat 30 Register auf zwei Manualwerken und Pedal. Die Spiel- und Registertrakturen sind mechanisch.
| I Hauptwerk C–g3 |              |     |
| 21.              | Prinzipal    | 8′  |
| 22.              | Oktave       | 4′  |
| 23.              | Oktave       | 2′  |
| 24.              | Mixtur IV    |     |
| 25.              | Trompete     | 8′  |
| 31.              | Bordun       | 16′ |
| 32.              | Rohrflöte    | 8′  |
| 33.              | Traversflöte | 4′  |
| 34.              | Quinte       | 3′  |
| 35.              | Cornet V     |     |

| II Oberwerk C–g3 |             |        |
| 11.              | Gambe       | 8′     |
| 12.              | Quintadena  | 8′     |
| 13.              | Prinzipal   | 4′     |
| 14.              | Quinte      | 1 ⁄3′  |
| 15.              | Scharff III |        |
| 16.              | Dulzian     | 8′     |
| 41.              | Gedackt     | 8′     |
| 42.              | Holzflöte   | 4′     |
| 43.              | Nasat       | 3′     |
| 44.              | Waldflöte   | 2′     |
| 45.              | Terz        | 1 3⁄5′ |
|                  | Tremulant   |        |

| Pedalwerk C– |           |     |
| 1.           | Prinzipal | 16′ |
| 2.           | Oktave    | 8′  |
| 3.           | Oktave    | 4′  |
| 4.           | Posaune   | 16′ |
| 5.           | Trompete  | 8′  |
| 6.           | Trompete  | 4′  |
| 51.          | Subbass   | 16′ |
| 52.          | Gemshorn  | 8′  |
| 53.          | Nachthorn | 2′  |